# Marco Polillo Editore
Marco Polillo Editore (o Polillo Editore) è una casa editrice italiana fondata nel 1995 da Marco Polillo e la moglie Leslie Calise e per un terzo in società con le Edizioni Bruno Mondadori (sostituite nel tempo con Davide Dondena). Spazia dal "giallo" (thriller, spionaggio e le storie di fantasmi di Susan Hill) al "rosa" (Katie Fforde) fino alla letteratura umoristica con la collana I Jeeves dedicata a P. G. Wodehouse.

## Storia
Marco Polillo, figlio di un direttore del personale della Mondadori (Arrigo Polillo) e nipote di un presidente della casa editrice (Sergio Polillo), nasce nel 1949 e dopo la laurea in legge è direttore editoriale della Arnoldo Mondadori Editore dal 1973 al 1985, passa quindi in Rizzoli dal 1985 al 1988, ritorna in seguito alla Mondadori. Nel 1995 lascia la casa editrice e ne fonda una con il proprio nome specializzandola inizialmente in narrativa d'intrattenimento di area anglo-americana e in seguito nella narrativa gialla.
Nel 2002 crea la collana I Bassotti, una selezione di quanto di meglio è stato pubblicato negli anni dal 1910 al 1950, definita "una piccola biblioteca del giallo da salvare" e in breve tempo divenuta la colonna portante della casa editrice. Nel 2010 lancia la nuova collana di crime story I Mastini, dedicata al filone della narrativa poliziesca che si sviluppa in particolare negli Stati Uniti a partire dagli anni venti. In seguito sono varate le collane Obbadì-Obbadà (spazia dalla narrativa femminile alle storie di spionaggio), I Polillini (sono le versioni economiche dei libri stampati nella collana Obbadì-Obbadà), I Jeeves (in ordine cronologico i libri dell'umorista inglese P. G. Wodehouse). La saga umoristica è completata nel 2013.
Autore di romanzi con protagonista il vicecommissario Enea Zottia e presidente dell'AIE, l'Associazione Italiana Editori, dal 2009 al 2015, muore a 70 anni il 22 ottobre 2019 a Milano. La casa editrice è stata in seguito acquisita dal gruppo Rusconi Libri.

## Collane

### I Bassotti
I Bassotti è una collana di narrativa gialla. La collana presenta una serie di romanzi dell'età d'oro del giallo (soprattutto dagli anni venti ai quaranta del Novecento). La collana è caratterizzata dal colore della copertina dei libri rosso sangue (al contrario della classica copertina gialla de il Giallo Mondadori) e da una selezione di gialli fondamentali alternati a inediti spesso inseriti nelle liste dei migliori romanzi gialli di tutti i tempi.

### I Mastini
I Mastini è una collana dedicata alle crime story, che ripropone opere introvabili o inedite appartenenti ai filoni della narrativa poliziesca sviluppatisi soprattutto negli Stati Uniti, a partire dalla scuola hard boiled fino al thriller più classico.

### I Jeeves
I Jeeves è una collana di stampo umoristico incentrata sulle avventure del geniale maggiordomo Jeeves.
Questa raccolta è stata completata nel 2013 e comprende tutti i 15 libri scritti da P. G. Wodehouse riguardanti il personaggio di Jeeves.

#### Elenco per numero
| N. | Titolo italiano              | Autore          | Pubblicazione Polillo | Prima pubblicazione |
| -- | ---------------------------- | --------------- | --------------------- | ------------------- |
| 1  | Grazie, Jeeves               | P. G. Wodehouse | 2005                  | 1934                |
| 2  | Perfetto, Jeeves!            | P. G. Wodehouse | 2005                  | 1934                |
| 3  | Il codice dei Wooster        | P. G. Wodehouse | 2005                  | 1938                |
| 4  | Un mattino di gioia          | P. G. Wodehouse | 2006                  | 1947                |
| 5  | La stagione degli amori      | P. G. Wodehouse | 2006                  | 1949                |
| 6  | Chiamate Jeeves              | P. G. Wodehouse | 2006                  | 1953                |
| 7  | Tanto di cappello a Jeeves   | P. G. Wodehouse | 2007                  | 1954                |
| 8  | Jeeves taglia la corda       | P. G. Wodehouse | 2007                  | 1960                |
| 9  | Teniamo duro, Jeeves         | P. G. Wodehouse | 2007                  | 1963                |
| 10 | Molto obbligato, Jeeves      | P. G. Wodehouse | 2008                  | 1971                |
| 11 | Le zie non sono gentiluomini | P. G. Wodehouse | 2009                  | 1974                |
| 12 | L'inimitabile Jeeves         | P. G. Wodehouse | 2010                  | 1923                |
| 13 | Avanti, Jeeves               | P. G. Wodehouse | 2011                  | 1925                |
| 14 | Molto bene, Jeeves           | P. G. Wodehouse | 2012                  | 1930                |
| 15 | La vita è strana, Jeeves     | P. G. Wodehouse | 2013                  | 1959                |